# Lioudmila Khrouchkova
 (août 2016).
Si vous disposez d'ouvrages ou d'articles de référence ou si vous connaissez des sites web de qualité traitant du thème abordé ici, merci de compléter l'article en donnant les références utiles à sa vérifiabilité et en les liant à la section « Notes et références ».
Lioudmila Gueorguievna Khrouchkova (en russe : Людмила Георгиевна Хрушкова) (née le 15 janvier 1943 en Union des républiques socialistes soviétiques) est une historienne et archéologue russe.

## Biographie
Professeur à l'Université d'État des Sciences Humaines de Russie (archéologie chrétienne et art de l'Orient chrétien) a fait ses études à l'Institut d'Histoire ef Archivistique de Moscou, puis auprès d'Alice V. Bank et de Pavel A. Rappoport à Leningrad. Depuis les années 1970, elle a mené des fouilles de monuments de l'Antiquité tardive et du Moyen Âge en Abkhazie. Elle est l'auteur de plus de 150 publications sur les régions pontiques, essentiellement sur l'Abkhazie, mais aussi sur la Crimée.

## Publications
- (ru) Скульптура раннесредневековой Абхазии: V—X века. — Тбилиси, 1980
- (ru) Цандрипш: Материалы по раннесредневековому строительству в Абхазии. — Сухуми, 1985
- (ru) Лыхны: Средневековый дворцовый комплекс в Абхазии. — М., 1998
- (ru) Абхазия. Краткий исторический очерк. — М., 2003
- (ru) Раннехристианские памятники Восточного Причерноморья. — М., 2002
- (fr) Les monuments chrétiens de la côte orientale de la mer Noire. Abkhazie IV—XIV siècles. Turnhout, 2006  (ISBN 978-2503523873)